# Sabazia palmeri
Sabazia palmeri là một loài thực vật có hoa trong họ Cúc. Loài này được (S.Watson ex A.Gray) Urbatsch & B.L.Turner miêu tả khoa học đầu tiên năm 1975.